# Merlenbach (Aare)
Der Merlenbach ist ein knapp einen Kilometer langer Bergbach im Berner Oberland und einer der ersten Zuflüsse zur Aare.

## Geografie

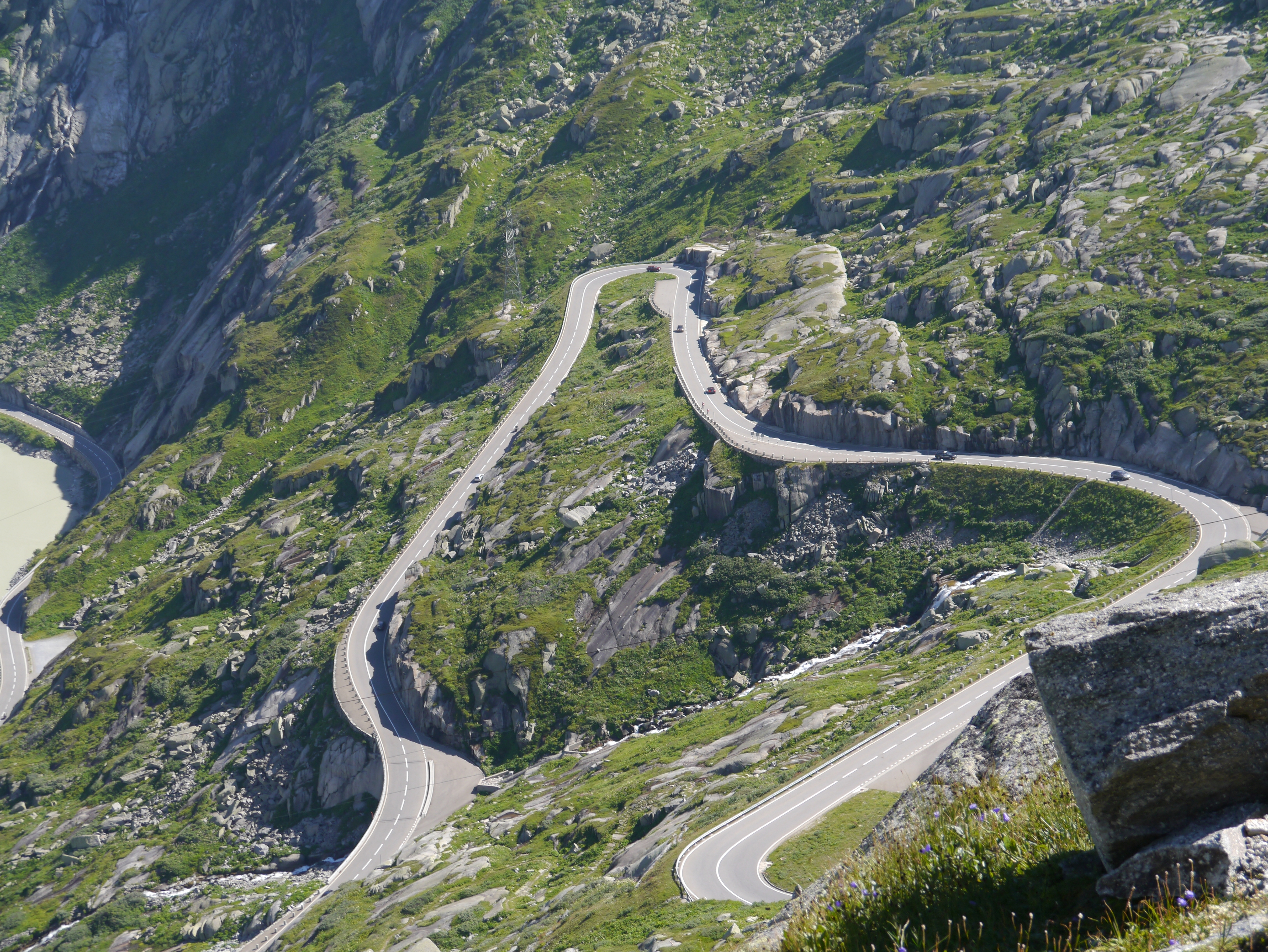
Der Merlenbach und die Passstrasse

Der Merlenbach entspringt in einem kleinen Tälchen westlich des Grimselpasses im Nordosten des Sidelhornmassivs. Er hat zwei Quellbäche und nimmt am Nordabhang unter dem Grimselpass weitere kleine Bergbäche auf. Nach seinem kurzen Lauf über die steile Bergflanke mündet er auf 1908 m ü. M. in den Grimselsee. Vor dem Bau dieses Stausees im 20. Jahrhundert floss er etwa 20 Meter tiefer am «Seemätteli» in den westlichen Teil des alten Grimselsees, der beim ehemaligen Grimselhospiz am Aarboden lag und dessen Ausfluss westlich davon auf dem Spittelboden in die Aare mündete.

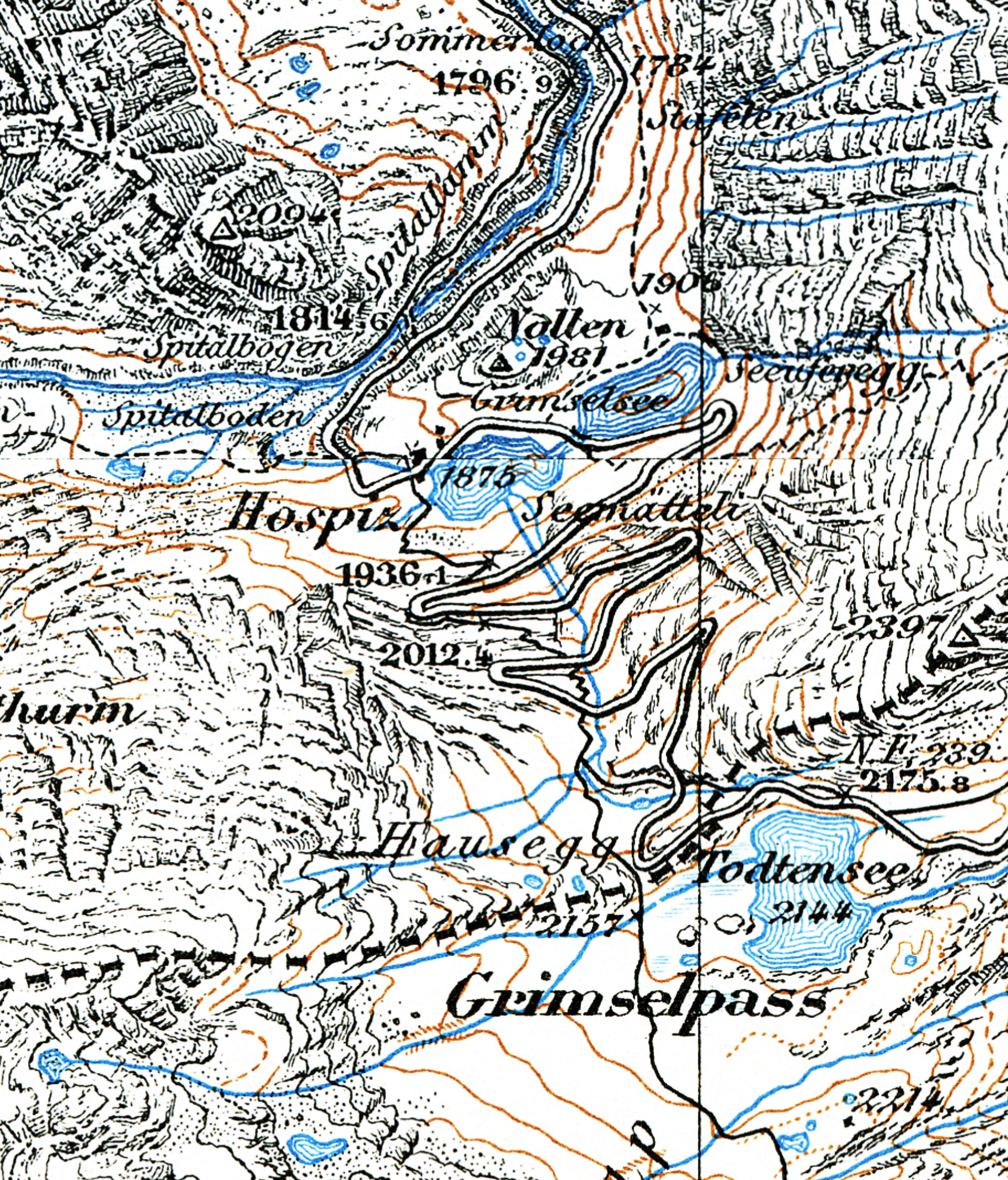
Ausschnitt aus dem Topographischen Atlas der Schweiz um 1910 mit dem Gebiet Grimselpass-Hospiz-Spittellamm

Das kleine vom Merlenbach entwässerte Gebiet stösst auf der Südseite auf dem Grimselpass an den Alpenhauptkamm. Die am Ende des 19. Jahrhunderts angelegte Passstrasse steigt vom Ufer des Grimselsees aus mit mehreren Kurven den steilen Hang hinauf, überquert dabei mehrmals den Bachlauf und überschreitet auf der Hausegg die Passhöhe und die Kantonsgrenze zwischen dem Kanton Bern und dem Wallis. Auch schon der ältere Saumweg führte in der Nähe des Merlenbachs zum Pass hinauf. Der Pfad überquerte den Merlenbach wenig unterhalb der Hausegg; der Weg nach Gletsch und zum Furkapass zweigte vor dem Merlenbach vom Saumpfad ab und überquerte den Bach auf einem eigenen Steg. Die alte Saumroute neben dem Merlenbach ist als Abschnitt des Fernwanderwegs «ViaSbrinz» markiert.
Um die Leistung des Kraftwerksystems der Kraftwerke Oberhasli etwas zu vergrössern, wurde 1950 der Seespiegel des auf der Südseite der Passhöhe im Kanton Wallis liegenden Totensees mit einer Staumauer am Meienbach erhöht, so dass das Wasser aus seinem etwa zwei Quadratkilometer grossen Einzugsgebiet, das zum Flussgebiet der Rhone gehört, teilweise über die Europäische Hauptwasserscheide nach Norden in den Grimselsee geleitet werden kann. Der künstliche Ausfluss aus dem Totesee mündet in den Merlenbach.
Für den Bau des Oberaar-Staudamms wurde 1952 die Bergstrasse vom Grimselpass aus in das Oberaartal gebaut, die den Oberlauf des Merlenbachs überquert und als «Panoramastrasse» zum Berghaus Oberaar führt.
Der Merlenbach liegt im Naturschutzgebiet Grimsel und im Landschaftsschutzgebiet «Berner Hochalpen und Aletsch-Bietschhorn-Gebiet (nördlicher Teil)» des Bundesinventars der Landschaften und Naturdenkmäler von nationaler Bedeutung (BLN).